# Пајн Мејнор (Флорида)
Пајн Мејнор (енгл. Pine Manor) насељено је место без административног статуса у америчкој савезној држави Флорида.

## Демографија
По попису из 2010. године број становника је 3.428, што је 357 (-9,4%) становника мање него 2000. године.
| Група             | 2000.         | 2010.         |
| Белци             | 1.437 (38,0%) | 722 (21,1%)   |
| Афроамериканци    | 621 (16,4%)   | 572 (16,7%)   |
| Азијати           | 24 (0,6%)     | 29 (0,8%)     |
| Хиспаноамериканци | 1.642 (43,4%) | 2.063 (60,2%) |
| Укупно            | 3.785         | 3.428         |